# Vorja
La Vorja (in russo Воря?) è un fiume della Russia europea, affluente di sinistra della Kljaz'ma (bacino del Volga). Scorre nell'Oblast' di Mosca. 
Non va confuso con l'omonimo affluente dell'Ugra.

## Descrizione
Nella parte superiore ha un flusso indefinito, il fiume  si forma solo dopo aver attraversato il lago Ozereckoe e le paludi circostanti (nel Dmitrovskij rajon). Attraversa le città di Chot'kovo e Krasnoarmejsk, nella città di Losino-Petrovskij sfocia nel fiume Kljaz'ma, a 551 km dalla sua foce. Il fiume ha una lunghezza di 108 km. L'area del suo bacino è di 1 220 km².
Tra gli affluenti, tutti di piccole dimensioni: Torgoša (42 km), Paža, Pružënka e Ljuboseevka.